# Zaton (Dubrovnik)
Zaton is een plaats in de gemeente Dubrovačko Primorje in de Kroatische provincie Dubrovnik-Neretva. De plaats telt 858 inwoners (2001).